# Kafū Nagai
Kafū Nagai (jap. 永井 荷風 Nagai Kafū; ur. 3 grudnia 1879 w Tokio, zm. 30 kwietnia 1959 w Ichikawie) – japoński pisarz i eseista.
Urodził się w Tokio jako Sōkichi Nagai (jap. 永井 壮吉 Nagai Sōkichi) w rodzinie wysoko sytuowanego urzędnika. Jego młodszym bratem był Jun Takami. W młodości uczył się języka chińskiego w tokijskiej szkole języków obcych, porzucił jednak edukację, by poświęcić się własnym studiom i próbom literackim. W początkowym etapie wpływ na twórczość Nagaia wywierała literatura okresu Edo oraz dzieła pisarzy francuskich, głównie Émile’a Zoli. Najważniejszym dziełem tego młodzieńczego okresu jest wydana w 1902 roku powieść Jigoku-no hana („Kwiaty piekła”; tytuł inspirowany Kwiatami zła Baudelaire’a).
W 1903 roku został wysłany przez ojca do Stanów Zjednoczonych, gdzie studiował na Kalamazoo College, a później pracował w japońskim banku w Nowym Jorku. Następnie, w 1907 roku, przeniósł się do Francji, początkowo pracując w banku w Lyonie, po czym spędził kilka miesięcy w Paryżu. Plonem pobytu w USA i Francji są dwa zbiory opowiadań, Amerika monogatari (Opowieści amerykańskie, 1908) i Furansu monogatari (Opowieści francuskie, 1909). Po powrocie do Japonii wykładał w latach 1910–1916 na Uniwersytecie Keiō, redagując jednocześnie, jako redaktor naczelny, magazyn literacki Mita Bungaku. W tym czasie przeżył także nieszczęśliwą historię osobistą: w 1912 roku zawarł zaaranżowane małżeństwo z niekochaną przez siebie kobietą, z którą rozwiódł się po 5 miesiącach, gdy tylko zmarł jego ojciec. Niedługo potem ożenił się powtórnie z gejszą, która jednak rychło go porzuciła.
Jako przedstawiciel tzw. szkoły estetycznej Kafū Nagai w swojej twórczości często poruszał wątek nostalgii za bezpowrotnie minionymi czasami epoki Edo. Prowadził życie raczej ekscentryczne. Swój dom nazwał Henkikan, czyli Domem Ekscentrycznym. Zasłynął zwłaszcza umieszczonymi na kartach swoich powieści obrazami tokijskich dzielnic rozkoszy przełomu XIX i XX wieku. Jest autorem takich powieści, jak: Udekurabe (Rywalizacja, 1916–1917), Okamezasa (1918), Ame shōshō (1922), Tsuyu no atosaki (Pora deszczowa, 1931), Bokutō kidan (Dziwne opowieści znad rzeki Sumidy, 1937). W 1952 roku został odznaczony Orderem Kultury.